# OGAE Song Contest 1986
The Ogae Song Contest 1986 fue la primera versión de esta competición organizada entre los miembros de los cludes nacionales OGAE para seleccionar la mejor canción original cantada en uno de los idiomas oficiales del país del club. Cinco canciones compitieron en el concurso, realizado en Savonlinna (Finlandia).
Alemania, Finlandia, Noruega, Países Bajos y Suecia participaron en el concurso por primera vez.

## Ubicación
Savonlinna (literalmente Castillo de Savonia; en sueco: Nyslott, en ruso: Нейшлот, Neishlott, literalmente Castillo Nuevo) es una ciudad y municipio de unos 36 000 habitantes en el sureste de Finlandia, en el corazón de la región de los lagos de Saimaa.
La ciudad fue fundada en el siglo XVII alrededor del castillo de San Olaf. El castillo fue fundado por Erik Axelsson Tott en 1475 en un esfuerzo para proteger Savonia y para controlar la inestable frontera entre el reino de Suecia y su adversario, Rusia.

## Participantes
| OGAE         | Intérprete(s)       | Canción                      | Compositor(es)                    | Idioma          | Traducción al español          |
| ------------ | ------------------- | ---------------------------- | --------------------------------- | --------------- | ------------------------------ |
| Alemania     | Juliane Werding     | "Stimmen im Wind"            | Michael Kunze / Harald Steinhauer | Alemán          | Voces en el viento             |
| Finlandia    | Kaija Koo           | "Kun Savukkeet On Loppuneet" | Risto Asikainen / Kaija Koo       | Finés           | Los cigarrillos se han agotado |
| Noruega      | Kate Gulbrandsen    | "Første Forsøk"              | Rolf Løvland                      | Noruego         | Los primeros intentos          |
| Países Bajos | Frank Boeijen Group | "Kronenburg Park"            | Frank Boeijen                     | Neerlandés      | Parque Kronenburg              |
| Suecia       | Lasse Holm          | "Canneloni Macaroni"         | Lasse Holm                        | Sueco, Italiano | Canelones, macarrones          |

## Resultados

### Premio mejor intérprete
El premio a mejor intérprete fue dado a Juliane Werding de Alemania por el tema "Stimmen im Wind" a continuación el detalle de las votaciones:

| Concursantes | Bandera de Alemania | Bandera de Suecia | Bandera de Noruega | Bandera de los Países Bajos | Bandera de Finlandia | Total |
| ------------ | ------------------- | ----------------- | ------------------ | --------------------------- | -------------------- | ----- |
| Alemania     |                     | 2                 | 2                  | 2                           | 1                    | 7     |
| Suecia       | 1                   |                   | 0                  | 0                           | 1                    | 2     |
| Noruega      | 2                   | 0                 |                    | 1                           | 0                    | 3     |
| Países Bajos | 0                   | 1                 | 0                  |                             | 1                    | 2     |
| Finlandia    | 0                   | 0                 | 1                  | 0                           |                      | 1     |

### Ganador
La ganadora fue Juliane Werding de Alemania por el tema "Stimmen im Wind".
| #  | OGAE         | Intérprete(s)       | Canción                    | Puesto | Pts. |
| -- | ------------ | ------------------- | -------------------------- | ------ | ---- |
| 01 | Alemania     | Juliane Werding     | Stimmen im Wind            | 01     | 16   |
| 02 | Suecia       | Lasse Holm          | Canneloni Macaroni         | 02     | 10   |
| 03 | Noruega      | Kate Gulbrandsen    | Første Forsøk              | 03     | 9    |
| 04 | Países Bajos | Frank Boeijen Group | Kronenburg Park            | 05     | 3    |
| 05 | Finlandia    | Kaija Koo           | Kun Savukkeet On Loppuneet | 04     | 7    |

### Máximas puntuaciones
Número de maxímas puntuaciones obtenido por cada club OGAE
| N.º | A        | De                         |
| --- | -------- | -------------------------- |
| 3   | Alemania | Suecia, Noruega, Finlandia |
| 1   | Suecia   | Países Bajos               |
| 1   | Noruega  | Alemania                   |

### Tabla de votaciones
Desglose de votaciones por club OGAE
| Concursantes | Bandera de Alemania | Bandera de Suecia | Bandera de Noruega | Bandera de los Países Bajos | Bandera de Finlandia |
| ------------ | ------------------- | ----------------- | ------------------ | --------------------------- | -------------------- |
| Alemania     |                     | 5                 | 5                  | 1                           | 5                    |
| Suecia       | 1                   |                   | 3                  | 5                           | 1                    |
| Noruega      | 5                   | 1                 |                    | 0                           | 3                    |
| Países Bajos | 3                   | 0                 | 0                  |                             | 0                    |
| Finlandia    | 0                   | 3                 | 1                  | 3                           |                      |

### Porcentaje de Votos
Porcentaje del total de votos obtenido por cada club OGAE
| # | País         | % Votos | % Votos |
| - | ------------ | ------- | ------- |
| 1 | Alemania     |         | 35.56%  |
| 2 | Suecia       |         | 22.22%  |
| 3 | Noruega      |         | 20%     |
| 4 | Finlandia    |         | 15.55%  |
| 5 | Países Bajos |         | 6.67%   |
|   |              |         | 100%    |